# 구마게촌
구마게촌(熊毛村)은 오이타현 히가시쿠니사키군에 있던 촌이다. 현재의 구니사키시의 일부에 해당한다.

## 지리
구니사키섬의 북부에 위치했다

## 역사
- 1889년 4월 1일 - 정촌제 시행에 의해 히가시쿠니사키군 구마게촌이 성립하였다.
- 1955년 4월 1일 - 이미정과 합병해 구니미정이 신설되어 폐지되었다.

## 참고문헌
- 角川日本地名大辞典 44 大分県
- 『市町村名変遷辞典』東京堂出版、1990年。